# Chantenay-Villedieu
Chantenay-Villedieu è un comune francese di 896 abitanti situato nel dipartimento della Sarthe nella regione dei Paesi della Loira.

## Società

### Evoluzione demografica
Abitanti censiti